# Bernhard Knauß
Bernhard Knauß (Schladming, 25 giugno 1965) è un ex sciatore alpino austriaco naturalizzato sloveno dal 1996.

## Biografia
Knauß, gigantista puro originario di Schladming e fratello di Hans, a sua volta sciatore alpino, esordì in Coppa Europa l'8 gennaio 1997 a Kranjska Gora e in Coppa del Mondo il 26 ottobre dello stesso anno a Tignes, in entrambi i casi senza completare la prova. In Coppa Europa conquistò due podi, le vittorie del 12 febbraio 1997 a Sella Nevea e del 18 febbraio seguente ad Altaussee, mentre in Coppa del Mondo ottenne il miglior piazzamento il 14 dicembre 1997 a Val-d'Isère (12º). Ai XVIII Giochi olimpici invernali di Nagano 1998, sua unica presenza olimpica, non completò la gara; si ritirò durante quella stessa stagione 1997-1998 e la sua ultima gara fu lo slalom gigante di Coppa del Mondo disputato il 28 febbraio a Yongpyong, chiuso da Knauß al 27º posto. Non prese parte a rassegne iridate.

## Palmarès

### Coppa del Mondo
- Miglior piazzamento in classifica generale: 87º nel 1998

### Coppa Europa
- 2 podi:
  - 2 vittorie

#### Coppa Europa - vittorie
| Data             | Località    | Paese  | Specialità |
| ---------------- | ----------- | ------ | ---------- |
| 12 febbraio 1997 | Sella Nevea | Italia | GS         |
| 18 febbraio 1997 | Altaussee   | Italia | GS         |

Legenda:

GS = slalom gigante

### South American Cup
- 1 podio:
  - 1 vittoria

#### South American Cup - vittorie
| Data           | Località     | Paese | Specialità |
| -------------- | ------------ | ----- | ---------- |
| 21 agosto 1997 | Valle Nevado | Cile  | GS         |

Legenda:

GS = slalom gigante

### Campionati austriaci
- 1 medaglia[1]:
  - 1 argento (combinata nel 1986)